# Działoszyn
Działoszyn (germană Dilltal; idiș זאלושין) este un oraș în Polonia.